# Abychodes janineae
Abychodes janineae är en fjärilsart som beskrevs av Pierre E.L. Viette 1954. Abychodes janineae ingår i släktet Abychodes och familjen praktmalar, Oecophoridae. Inga underarter finns listade i Catalogue of Life.